# Chiricani
Chiricani – wieś w Rumunii, w okręgu Vrancea, w gminie Nereju. W 2011 roku liczyła 442
mieszkańców